# Plazoleta de Las Bóvedas

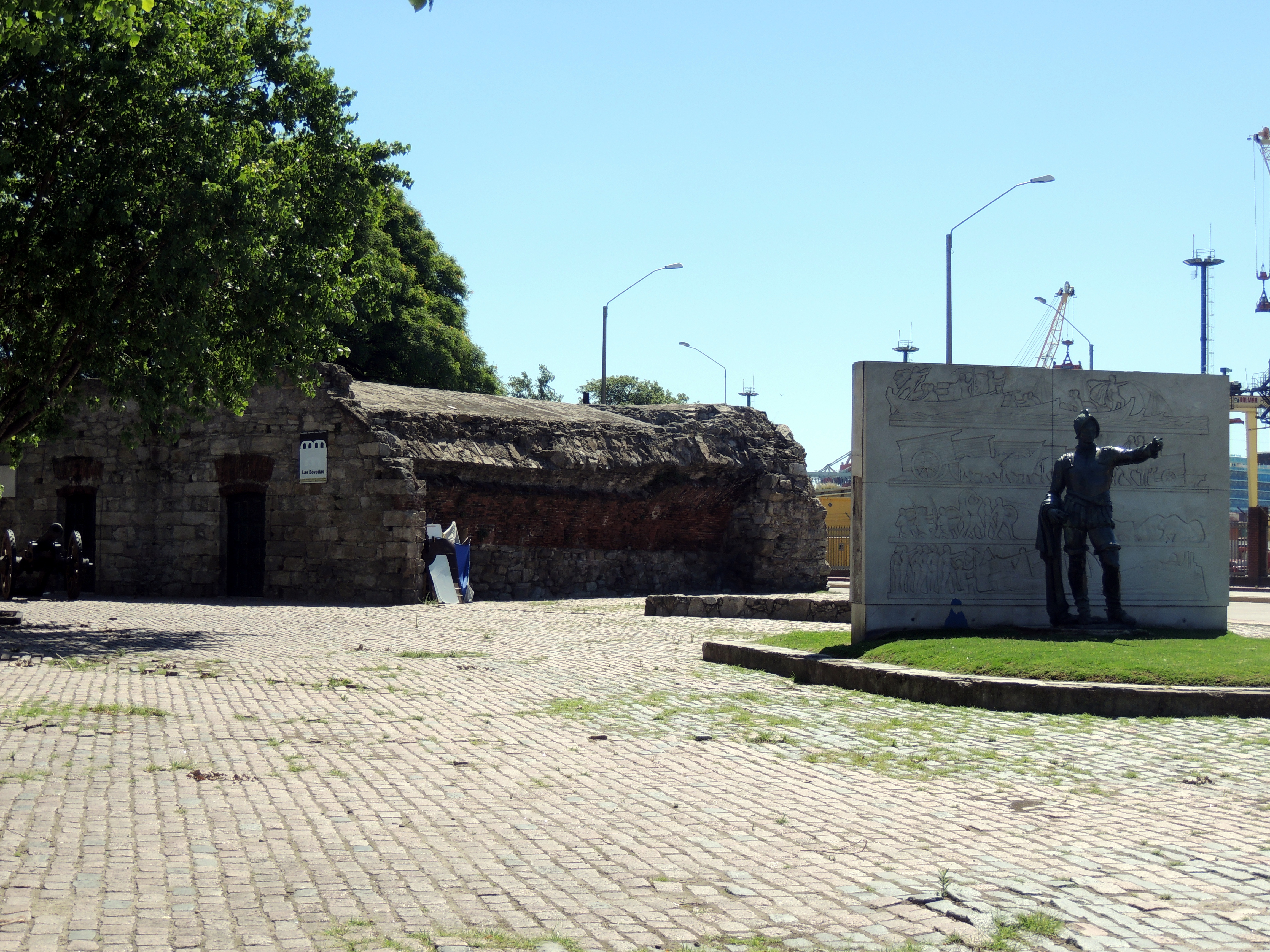
Plazoleta de Las Bóvedas (2019)

Die Plazoleta de Las Bóvedas ist ein Platz in der uruguayischen Hauptstadt Montevideo.
Er befindet sich in der Ciudad Vieja an der Rambla 25 de Agosto de 1825 zwischen den Straßen Juan Carlos Gómez und Ituzaingó. Am Platz befinden sich neben den Überresten der montevideanischen Verteidigungsanlagen, den Las Bóvedas, das Casa de los Ximénez, das Casa Lecocq und das von Antonio Peña erschaffene Hernandarias-Denkmal. Die Grundidee zur Errichtung des Platzes stammt aus dem Jahr 1956 und wurde im Rahmen der Aufstellung des Plan Director de Montevideo gefasst. Eine Neugestaltung erfolgte 1975 durch die Dirección de Paseos Públicos der Intendencia Municipal von Montevideo.
Seit 1975 ist der Platz als Monumento Histórico Nacional klassifiziert.